# روب ماريانو
روب ماريانو (بالإنجليزية: Rob Mariano)‏ هو مشارك تلفزيون الواقع ‏ أمريكي، ولد في 25 ديسمبر 1975 في كانتون في الولايات المتحدة.

## وصلات خارجية
- الموقع الرسمي
- روب ماريانو على موقع IMDb (الإنجليزية)
- روب ماريانو على موقع قاعدة بيانات الفيلم (الإنجليزية)